# Glycyrrhiza foetida
Glycyrrhiza foetida là một loài thực vật có hoa trong họ Đậu. Loài này được René Louiche Desfontaines mô tả khoa học đầu tiên năm 1799.

## Từ nguyên
Tính từ định danh foetida là tiếng Latinh có nghĩa là mùi hôi, để chỉ đặc điểm toàn cây tỏa ra mùi hôi.

## Phân bố
Loài này có tại miền nam Tây Ban Nha và miền tây Bắc Phi, bao gồm Algérie‎, Maroc và Tunisia.

## Mô tả
Cụm hoa bông thóc, quả đậu hình xoan, có mấu nhọn, có gai. Rễ bò trườn. Thân cây mọc thẳng, có khía, cây cao 30-60 cm, phân nhiều cành. Lá kép lẻ, 9-11, gần mọc đối, có đốm hoặc màng, màu xám tro; các lá chét dưới hình tim ngược; các lá chét trên hình trứng-hình mác, có mấu nhọn, rộng 9-13 mm, dài 13-17 mm. Lá kèm 2, hình dùi, sớm rụng. Hoa mọc thành cụm, cành hoa bông thóc, không cuống trên trục cụm hoa ở nách lá. Cành hoa bông thóc 5-7 cm. Đài hoa 5 răng; các răng nhọn. Tràng hoa màu vàng nhạt. Cánh cờ hẹp, tù, các cánh bên và cánh lưng dài hơn. Nhị hoa 10, hai bó. Vòi nhụy bền. Quả đậu ép dẹp, hình xoan-thuôn dài, có mấu nhọn, có gai, 2-3 hạt. Toàn cây có mùi hôi. Ra hoa đầu mùa xuân. Sinh sống ven dãy núi Atlas và trên các cánh đồng gần Mayan.

## Lưu ý
Glycyrrhiza foetida J.Jacq., 1813 là danh pháp không hợp lệ (nom. illeg.). Nó được Joseph Franz von Jacquin gán cho hình minh họa tại tab. 56 sách Eclogae Plantarum Rariorum aut minus Cognitarum, nhưng các đặc điểm hình thái của hình vẽ được xác định là của Glycyrrhiza echinata.